# Parahelpis
Parahelpis is een geslacht van spinnen uit de familie springspinnen (Salticidae).

## Soorten
De volgende soorten zijn bij het geslacht ingedeeld:
- Parahelpis abnormis (Żabka, 2002)
- Parahelpis smithae Gardzińska & Żabka, 2010